# Cruzada de Despenser
La Cruzada de Despenser (o la Cruzada del Obispo de Norwich, a veces tan solo Cruzada de Norwich) fue una expedición militar llevada a cabo en el 1383 por Henry le Despenser que tuvo como objetivo ayudar a la ciudad de Gante, en su lucha contra los partidarios del antipapa Clemente VII. Tuvo lugar durante el gran cisma papal y la Guerra de los Cien Años entre Inglaterra y Francia. Mientras que Francia apoyó a Clemente, cuya corte se instaló en Aviñón, el frente inglés apoyó al papa Urbano VI en Roma.
Conocida en el momento entre las clases media y baja, la Cruzada de Despenser "fue solo crítica en retrospectiva", y "a pesar de su propiedad canónica, se disimuló en la Guerra de los Cien Años". Entre los críticos contemporáneos de la cruzada se encuentran John Wyclif y el cronista francés Jean Froissart, que tachaba a sus líderes de hipócritas.

## Otras lecturas
- A. P. R. Coulborn. The Economic and Political Preliminaries of the Crusade of Henry Despenser, Bishop of Norwich, in 1383, Universidad deLondres. Tesis de Ph.D.(1931, no publicada).
- Alan Gaylord. "Chaucer's Squire and the Glorious Campaign". Papers of the Michigan Academy of Sciences, Arts, and Letters 45 (1960): 341–61.
- W. A. Pantin. "A Medieval Treatise on Letter-Writing with Examples". Bulletin of the John Rylands Library 13 (1929): 359–64.
- G. Skalweit. Der Kreuzzug des Bischofs Heinrich von Norwich imjahre 1383 (Königsberg, 1898).
- E. Perroy. L'Angleterre et le Grand Schisme Occident (París, 1933).
- G. M. Wrong. The Crusade of 1383, known as that of the Bishop of Norwich (1892).

- Datos: Q5264903